# Icelus stenosomus
Icelus stenosomus är en fiskart som beskrevs av Andriashev, 1937. Icelus stenosomus ingår i släktet Icelus och familjen simpor. Inga underarter finns listade i Catalogue of Life.